# Bærent Bærentsen
Bærent Bærentsen (født 16. januar 1825 på Sund, død 6. december 1896) var en færøsk offiser og politiker. Han var bror til Enok Bærentsen. Bærent Bærentsen tog examen artium og fik en officersuddannelse i den danske hær. Han blev sekondløjtnant i 1846, og premierløjtnant i 1854. Kaptajn fra 1879, oberstløjtnant fra 1887, og fungerede efter sin pensionering fra hæren som opsynsmand ved Blegdamshospitalet i København. Bærentsen var valgt til Folketinget 1872–1884.